# Kazimierz Wajda (aktor)

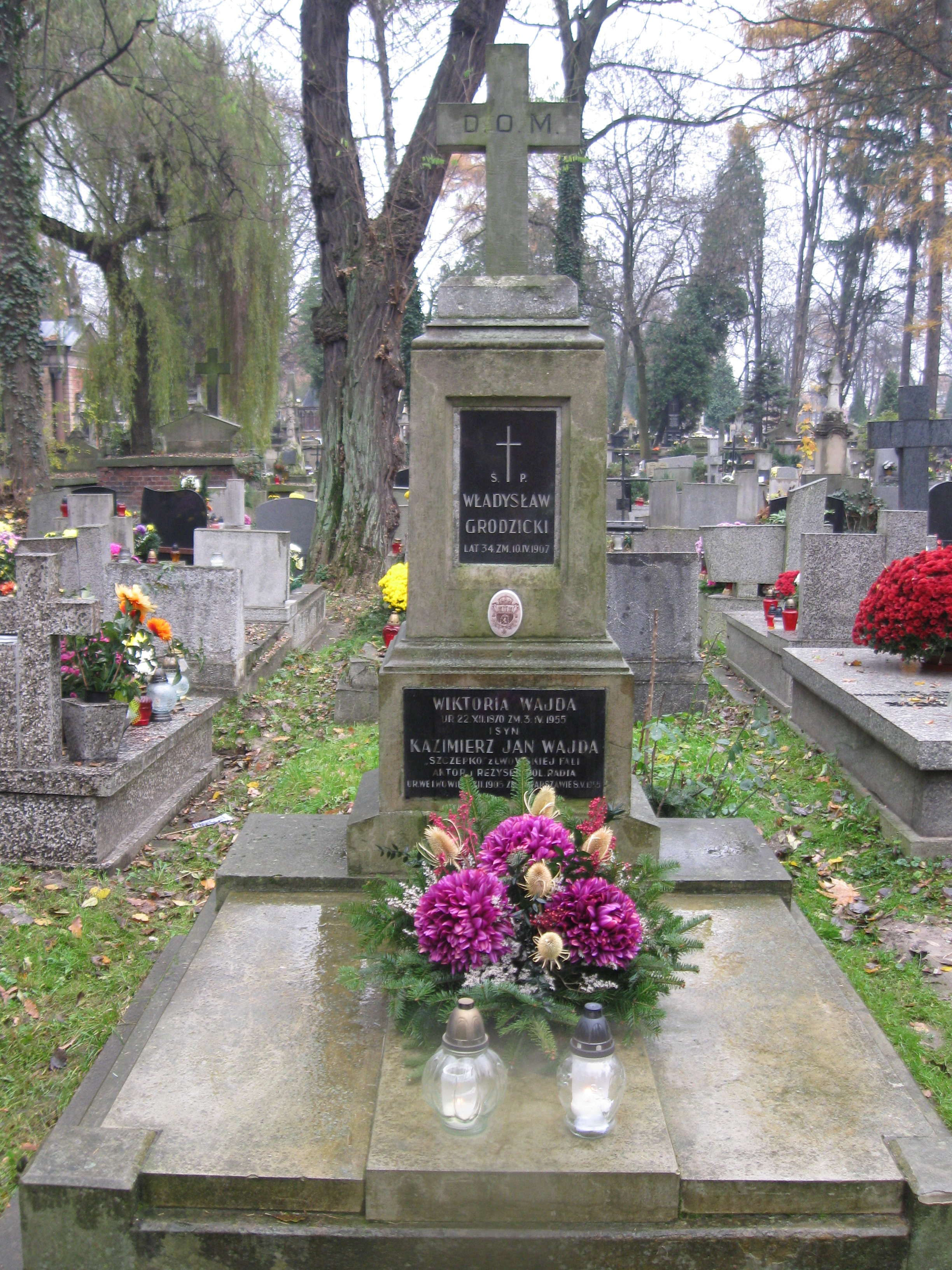
Grobowiec Kazimierza Wajdy

Kazimierz Jan Wajda, ps. „Szczepko”, „Szczepcio” (ur. 3 grudnia 1905 we Lwowie, zm. 8 maja 1955 w Warszawie) – polski aktor radiowy, teatralny i filmowy, dziennikarz.

## Życiorys
Rodowity lwowianin wywodzący się z ulic Gródeckiej i Na Błonie. Był synem Aleksandra. Kształcił się w szkole realnej przy ul. Szumlańskiej we Lwowie. Studiował na Politechnice Lwowskiej; zdał eksternistyczny egzamin aktorski po przygotowaniach u Mariana Bieleckiego.
W 1933, kreując postać „Szczepka” („Szczepcia”), wraz z Henrykiem Vogelfängerem jako „Tońkiem” („Tońciem”) zaczął występować w słuchowisku radiowym Wesoła Lwowska Fala w skeczach Wiktora Budzyńskiego, a następnie własnych. Pseudonimy obu zostały zaczerpnięte z przynależności obu do kościołów lwowskich: Wajdy do kościoła św. Elżbiety, a Vogelfängera do kościoła św. Antoniego. Popularność przyniosły im role lwowskich batiarów. Dzięki m.in. jego występom, audycja w krótkim czasie z lokalnego programu stała się najpopularniejszą audycją radiową w przedwojennej Polsce i jedną z najpopularniejszych w całej historii Polskiego Radia (ponad 6 mln stałych słuchaczy). W roli „Szczepcia” wystąpił również w trzech filmach: Będzie lepiej (1936), Włóczęgi (1939, w filmie duet wykonywał piosenkę pt. „Lwów jest jeden na świecie”, popularnie nazywaną „Tylko we Lwowie”) i Serce batiara (produkowany w 1939, po wybuchu II wojny światowej negatyw filmu zaginął). Duet „Szczepko” i „Tońko” był również określany jako: „tajojkowie” (od używanej przez nich frazy: ta joj), „trubaciarzy Lwowa” (od trubadurów).
W rozgłośni lwowskiej Polskiego Radia pełnił funkcję spikera, a w maju 1938 został mianowany referentem aktualności. W lipcu 1938 doniesienia prasowe informowały, że Wajda miał zrezygnować z lotu samolotem, który następnie uległ katastrofie w Rumunii 22 lipca 1938.
Po wybuchu II wojny światowej we wrześniu 1939 wraz z Vogelfängerem ewakuował się z Polski, po czym przez Rumunię, Jugosławię, Włochy dotarł do Francji. W czasie wojny był członkiem zespołu aktorskiego Polish Soldier's Revue by Lwowska Fala we Francji, w Anglii i na froncie zachodnim, działającym przy Polskich Sił Zbrojnych. Był żołnierzem 1 Dywizji Pancernej generała Maczka, występując wraz z Vogelfängerem, Henrykiem Hausmanen dla walczących żołnierzy także w bunkrach. Na obszarze Holandii w 1944 został awansowany na stopień podporucznika.
Po wojnie powrócił do Polski. Pracował w redakcji rozrywki Polskiego Radia (m.in. z Jeremim Przyborą). Zajmował się głównie transmisjami radiowymi z występów cyrkowych, organizowanych dla robotników w zakładach pracy. W radio prowadził program rozrywkowy pt. Przy sobocie po robocie. Był też autorem tekstu piosenki Walczyk murarski (muz. Władysław Szpilman). We wrześniu 1953 napisał w Cieplicach poemat pt. Gródeckie kwiaty.
Jego żoną była artystka estradowa Mira Grelichowska. Zmarł na zawał serca 8 maja 1955 w Warszawie. Został pochowany na cmentarzu Rakowickim w Krakowie 12 maja 1955 (kwatera M; w tym samym miejscu została pochowana Wiktoria Wajda, ur. 1870, zm. 3 kwietnia 1955). Jego siostrą była Krystyna Zawisza-Grzeszczyńska.

## Filmografia
- Będzie lepiej (1936)
- Górą rezerwiści (1937) (nieukończony)
- Włóczęgi (1939)
- Serce batiara (1939)

## Słuchowiska radiowe
- Wesoła Lwowska Fala (1933)[18]

## Odznaczenia i nagrody
- Krzyż Kawalerski Orderu Odrodzenia Polski (1954)[19]
- Srebrny Krzyż Zasługi – dwukrotnie (23 marca 1923 za zasługi na polu pracy społecznej[20], 1939[21])